# Longjiang
Der Kreis Longjiang (chinesisch 龍江縣 / 龙江县, Pinyin Lóngjiāng Xiàn) ist ein Kreis der bezirksfreien Stadt Qiqihar in der Provinz Heilongjiang. Er hat eine Fläche von 5.698 km² und zählt 414.285 Einwohner (Stand: Zensus 2020). Sein Hauptort ist die Großgemeinde Longjiang (龙江镇).